# Nhân quyền tại Hoa Kỳ
Nhân quyền tại Hoa Kỳ là tổng thể các mối quan hệ liên quan đến việc thực thi quyền con người tại Hoa Kỳ cũng như việc thi hành các chính sách về quyền con người của Hoa Kỳ tại các vùng lãnh thổ trên thế giới có sự hiện diện hoặc can thiệp của Hoa Kỳ. Đồng thời đây cũng có thể được hiểu là các vấn đề cần quan tâm đối với Hoa Kỳ trong việc thực thi quyền con người.
Quyền con người ở Hoa Kỳ được luật pháp bảo vệ bằng Hiến pháp và các tu chính án hiến pháp sau này, các hiệp ước quốc tế, được thông qua bởi Quốc hội Hoa Kỳ, cơ quan lập pháp các tiểu bang, và bầu cử. Tuy vậy trong quá trình quản lý nhà nước cũng như việc thực hiện một số chính sách quốc tế, Hoa Kỳ cũng vướng phải một số chỉ trích liên quan đến việc thực thi quyền con người cùng như bị phản ứng về cách áp đặt tiêu chí quyền con người lên một số quốc gia khác.

## Lịch sử
Khái niệm nhân quyền ở Hoa Kỳ là một khái niệm có tính lịch sử, nó không có sẵn hay được gọi một cách tự nhiên mà chỉ xuất hiện khi xã hội Mỹ phát triển ở một mức độ nhất định ít nhất là về mặt tư tưởng. Những người Mỹ đầu tiên định cư tại Mỹ không hề nhắc đến khái niệm "nhân quyền" mà chỉ biết đến tự do và các quyền tự do.
Trong số những người dân thuộc địa đầu tiên đến châu Mỹ - Tân Thế giới có một bộ phận là để tìm kiếm quyền tự do tôn giáo của họ đã bị tước bỏ ở châu Âu thế kỷ XVII vì sự thống trị của Giáo hội Công giáo. Khi hình thành các cộng đồng, qua thời gian họ đã có sự phát triển ý thức về tự do tôn giáo và xây dựng chính quyền tự trị. Khi người dân thuộc địa Mỹ tách khỏi nước Anh thì lúc đó họ đã xây dựng được luật và các tập quán công nhận quyền tự do ngôn luận, tự do hành đạo và tự do lập hội, đặc biệt, quyền kiến nghị chính phủ, quyền có bồi thẩm đoàn và có tiếng nói trong việc quản lý những vấn đề của chính họ là những quyền khác mà họ đã nuôi dưỡng, ấp ủ, từ đó quyền con người dần được đặt tên để chỉ chung cho các quyền trên (đương nhiên bao hàm cả các quyền cơ bản, thiết yếu trước tiên là quyền được sống, quyền tự do và mưu cầu hạnh phúc).
Xét chung trong diễn biến lịch sử thì Hoa Kỳ cũng có vai trò nhất định trong việc phát triển và ủng hộ các ý tưởng và thực tiễn về nhân quyền. Cụ thể là những văn bản chính trị - pháp lý tối cao như Tuyên ngôn Độc lập năm 1776 (khẳng định rằng "mọi người sinh ra đều có quyền bình đẳng"). Hiến pháp 1787 (cùng với các Tu chính án), Tuyên ngôn Nhân quyền của Mỹ, Tuyên ngôn giải phóng nô lệ..., thế giới lần đầu tiên chứng kiến thử nghiệm trên thực tế việc xây dựng một chính phủ mà sự vận hành của nó được đánh giá dựa trên mức độ tôn trọng và bảo vệ các quyền của người dân. Do vậy, nhân quyền được người Mỹ coi là một đặc điểm trong di sản quốc gia của họ.
Tổ chức nhân quyền đầu tiên được thành lập trong thời kỳ Mỹ còn là Mười ba Thuộc địa của Anh, phục vụ cho việc bãi bỏ chế độ nô lệ, được thành lập bởi Anthony Benezet năm 1775. Một năm sau đó, Tuyên ngôn độc lập ra đời, cổ vũ cho tự do dựa trên sự thật hiển nhiên "rằng mọi người sinh ra bình là đẳng, rằng họ được đấng Tạo hóa ban cho những quyền không thể xoá bỏ, mà trong số đó là cuộc sống, tự do và mưu cầu hạnh phúc ". Như vậy các quyền cơ bản của con người không phải do chính phủ ban tặng, mà là tự nhiên con người được có, bất khả xâm phạm và sinh ra đã có.

### Tuyên ngôn nhân quyền

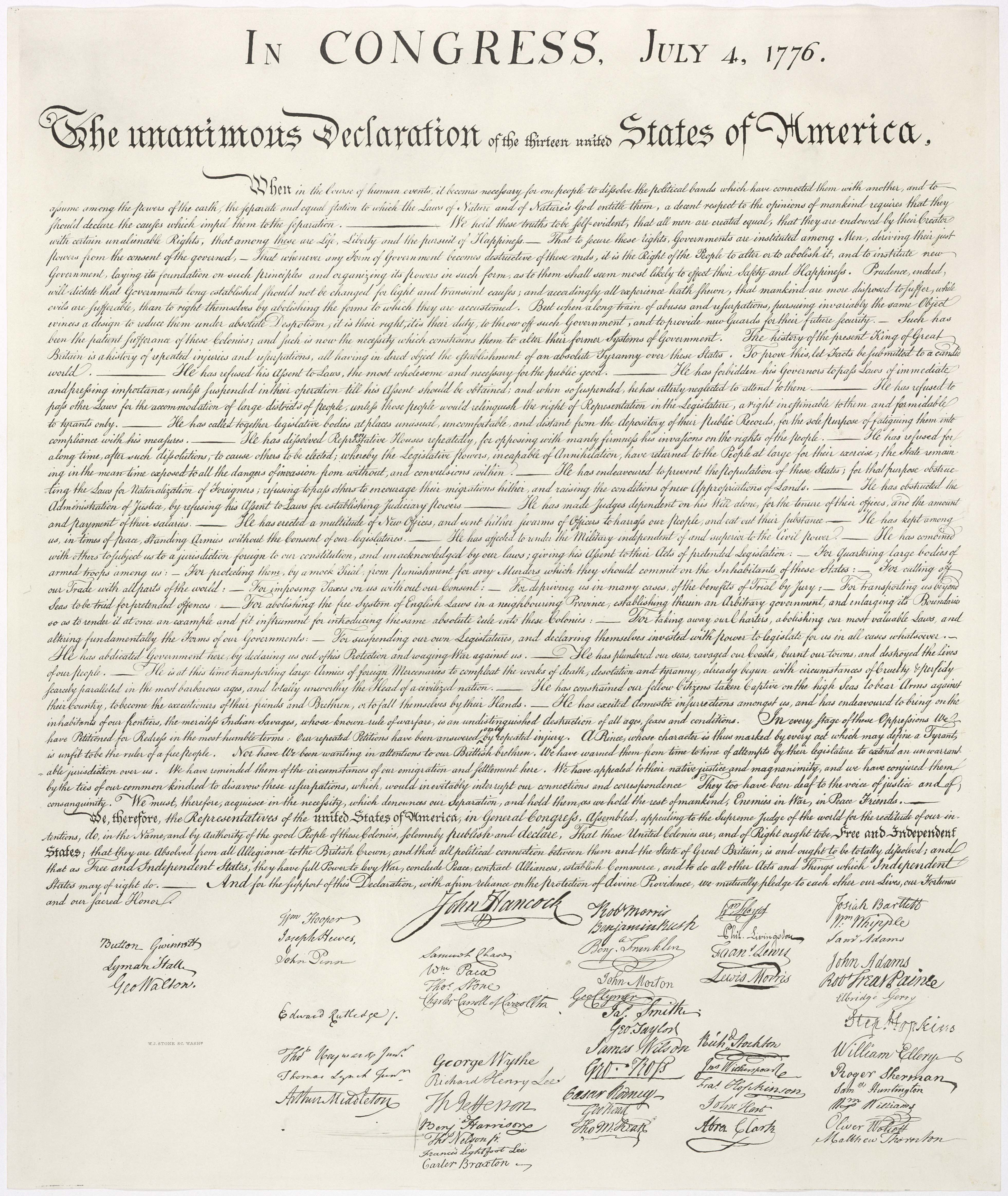
Tuyên ngôn Độc lập Hoa Kỳ

Tuyên ngôn được coi là tuyên ngôn nhân quyền này chính là một phần trong tuyên ngôn độc lập năm 1776.
Nội dung tuyên ngôn này khá dài dòng nhưng cũng có một số ý liên quan đến nhân quyền như sau: Sự thật hiển nhiên là mọi người sinh ra đều có quyền bình đẳng. Tạo hóa ban cho họ những quyền không ai có thể xâm phạm được trong đó có quyền sống, quyền tự do và quyền mưu cầu hạnh phúc. Để đảm bảo những quyền này, các chính phủ phải do dân bầu ra, quyền lực là quyền lực của nhân dân. Nếu chính phủ nào hủy hoại những mục tiêu này thì người dân có quyền thay đổi hoặc lật đổ chính phủ và hình thành nên chính phủ mới, dựa trên những nguyên tắc và tổ chức quyền lực theo hình thức mà người dân cho là chắc chắn sẽ đảm bảo được sự an toàn và hạnh phúc của họ.
Cùng với tuyên ngôn Nhân quyền, Hiến pháp Mỹ cũng có thêm 17 điều sửa đổi bổ sung (tu chính án) trong đó có 10 điều có liên quan đến nhân quyền để phù hợp với tinh thần tuyên ngôn này.

### Tu chính án Hiến pháp

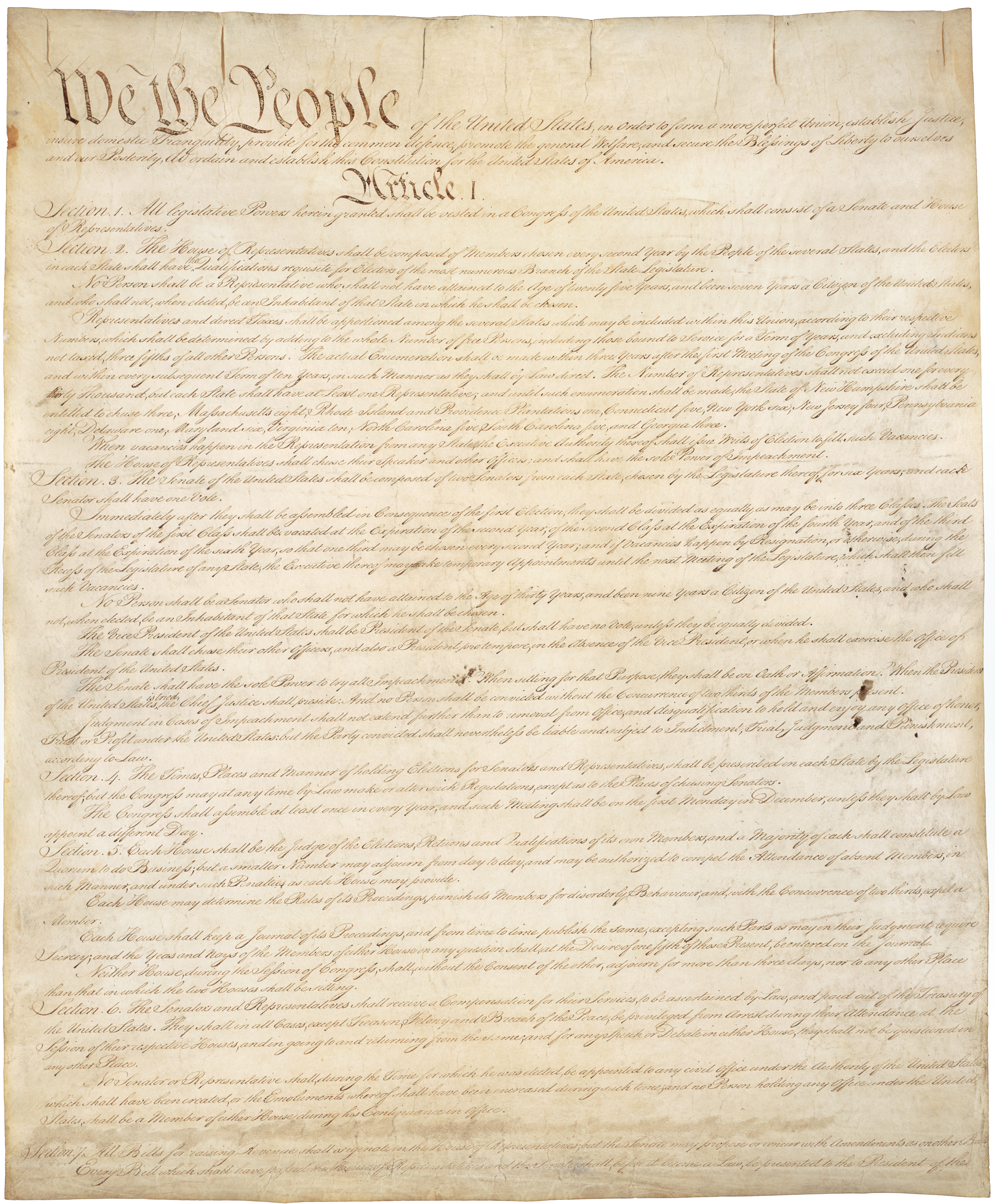
Bản thảo Hiến pháp Mỹ

Năm 1787, đại diện của 12 trong số 13 bang đầu tiên của Mỹ đã gặp nhau ở Philadelphia, tiểu bang Pennsylvania, để soạn thảo Hiến pháp Mỹ. Họ đã soạn thảo một văn kiện về nền dân chủ thỏa hiệp và đại diện, phù hợp với những thay đổi trong suốt hơn 200 năm.
Với nguyên tắc như vậy, Hiến pháp Hoa Kỳ, được thông qua vào năm 1787, tạo ra nền cộng hòa đảm bảo một số quyền và tự do dân sự. Các quyền và tự do được này tiếp tục ghi trong Luật Nhân quyền (mười sửa đổi đầu tiên của Hiến pháp) và sau đó mở rộng theo thời gian để áp dụng phổ quát hơn thông qua phán quyết tư pháp và pháp luật, phản ánh các quy tắc của xã hội. Nhưng mãi về sau, chế độ nô lệ mới bị Hiến pháp bãi bỏ vào năm 1865 và quyền bầu cử của phụ nữ mới được thiết lập trên toàn Liên bang vào năm 1920.
Sau khi có tuyên ngôn về nhân quyền, đã có sự sửa đổi, bổ sung trong Hiến pháp (Tu Chính án) một số điều có liên quan đến vấn đề nhân quyền như sau:
- Điều 1: Quốc hội Mỹ sẽ không ban hành một đạo luật nào nhằm thiết lập tôn giáo hoặc ngăn cấm tự do tín ngưỡng, tự do ngôn luận, báo chí và quyền của dân chúng được hội họp và kiến nghị chính phủ sửa chữa những điều gây bất bình.
- Điều 2: Xét thấy lực lượng dự bị có tổ chức nghiêm chỉnh là rất cần thiết cho nền an ninh của một quốc gia tự do, quyền của dân chúng được giữ và sử dụng vũ khí sẽ không bị vi phạm.
- Điều 3: Không một quân nhân nào trong thời bình được đóng quân trong bất cứ nhà dân nào nếu không được sự đồng ý của chủ nhà, và ngay trong thời chiến cũng chỉ theo quy định của luật pháp.
- Điều 4: Quyền của con người được đảm bảo về cá nhân, nhà cửa, giấy tờ và tài sản khỏi mọi sự khám xét và bắt giam, quyền này sẽ không được vi phạm. Không một lệnh, trát nào được cấp nếu không có lý do xác đáng căn cứ vào lời tuyên thệ hoặc sự xác nhận, đặc biệt cần miêu tả chính xác địa điểm khám xét, người và đồ vật bắt giữ.
- Điều 5: Không một ai bị buộc phải chịu trách nhiệm về một tội nghiêm trọng hay một tội xấu xa khác nếu không có sự tường trình và cáo trạng của Bồi thẩm đoàn, trừ những trường hợp xảy ra trong lục quân, hải quân hoặc trong lực lượng dự bị, khi đang thi hành công vụ trong thời chiến hoặc trong tình trạng xã hội gặp hiểm nguy. Không một ai sẽ bị kết án hai lần về cùng một tội có nguy hại đến tính mạng và thân thể; không một ai bị ép buộc phải làm chứng chống lại bản thân mình trong một vụ án hình sự và bị tước đoạt sinh mạng, tự do hoặc tài sản, nếu không qua một quá trình xét xử theo đúng luật; không một tài sản tư hữu nào bị trưng dụng vào việc công mà không được bồi thường thích đáng.
- Điều 6: Trong mọi trường hợp truy tố hình sự, bị cáo có quyền được xét xử một cách nhanh chóng và công khai bởi một Bồi thẩm đoàn công bằng của tiểu bang hoặc khu vực nơi tội trạng xảy ra, nơi đã được pháp luật chỉ định trước; bị cáo phải được thông báo về tính chất và lý do buộc tội, được đối chất với các nhân chứng chống lại mình, được quyền triệu tập những nhân chứng để biện minh và được sự giúp đỡ của luật sư bào chữa.
- Điều 7: Trong những vụ kiện tụng theo thông luật, nếu giá trị tranh chấp quá 20 đôla, thì quyền được xét xử bởi Bồi thẩm đoàn sẽ được tôn trọng và không một vụ việc nào đãđược Bồi thẩm đoàn xét xử lại phải xem xét lại lần nữa ở bất cứ tòa án nào của Hoa Kỳ, mà phải căn cứ theo các quy tắc của thông luật.
- Điều 8: Không đòi hỏi những khoản tiền bảo lãnh quá cao, không áp đặt những khoản tiền phạt quá mức và không áp dụng những hình phạt dã man và khác thường.
- Điều 9: Việc liệt kê một số quyền trong Hiến pháp không có nghĩa là phủ nhận hay hạ thấp những quyền khác của người dân.
- Điều 10: Những quyền lực không được Hiến pháp trao cho Liên bang và không bị ngăn cấm đối với các bang, thì thuộc về các bang cụ thể hoặc nhân dân.

Sau này, 10 Tu chính án đầu tiên trên (trong tổng số 27) được gọi là Đạo luật Nhân quyền Hoa Kỳ hay Tuyên ngôn Nhân quyền Hoa Kỳ.

### Đương đại
Trong thế kỷ 20, Hoa Kỳ đóng vai trò dẫn đầu trong việc tạo ra Liên Hợp Quốc và trong việc soạn thảo Tuyên ngôn Quốc tế Nhân quyền. Nhiều Điều khoản của Tuyên ngôn Quốc tế Nhân quyền được tham khảo từ Tuyên ngôn Nhân quyền Hoa Kỳ. Trong nửa sau của thế kỷ 20, Mỹ đã tham gia rất ít vào các thỏa ước nhân quyền quốc tế, các giao ước cũng như các tuyên bố của các nước thành viên Liên Hiệp quốc.
Trong thế kỷ 21, Mỹ đã cố gắng tích cực để làm suy yếu vị thế của Tòa án Hình sự Quốc tế Rome. Chính phủ Hoa Kỳ đã bị chỉ trích vì những vi phạm nhân quyền trong nước và ở nước ngoài, đặc biệt trong hệ thống tư pháp hình sự và trong các vấn đề an ninh quốc phòng, cũng như đối xử định hướng giới tính trong các lĩnh vực luật chống phân biệt đối xử và hôn nhân đồng tính.
Dưới thời của tổng thống Jimmy Carter, nhân quyền trở thành một vấn đề quốc tế. Ông ta đã biến các quyền phổ quát trở thành một ưu tiên trong chính sách đối ngoại của Mỹ, và khuyến khích những người ủng hộ nhân quyền trên toàn thế giới.
Bộ Ngoại giao Mỹ hàng năm đều trình lên Quốc hội một số báo cáo tổng hợp về tình hình nhân quyền trên thế giới (trừ Mỹ) gồm:
- Báo cáo tình hình nhân quyền các nước (thường kèm theo các phúc trình về tình hình nhân quyền) nhằm đánh giá chi tiết tình hình nhân quyền ở các nước trên thế giới.
- Báo cáo tự do tôn giáo quốc tế nhằm đánh giá mức độ tự do hành đạo của người dân.
- Báo cáo về nạn buôn người nhằm điều tra hình thức nô lệ thời hiện đại.

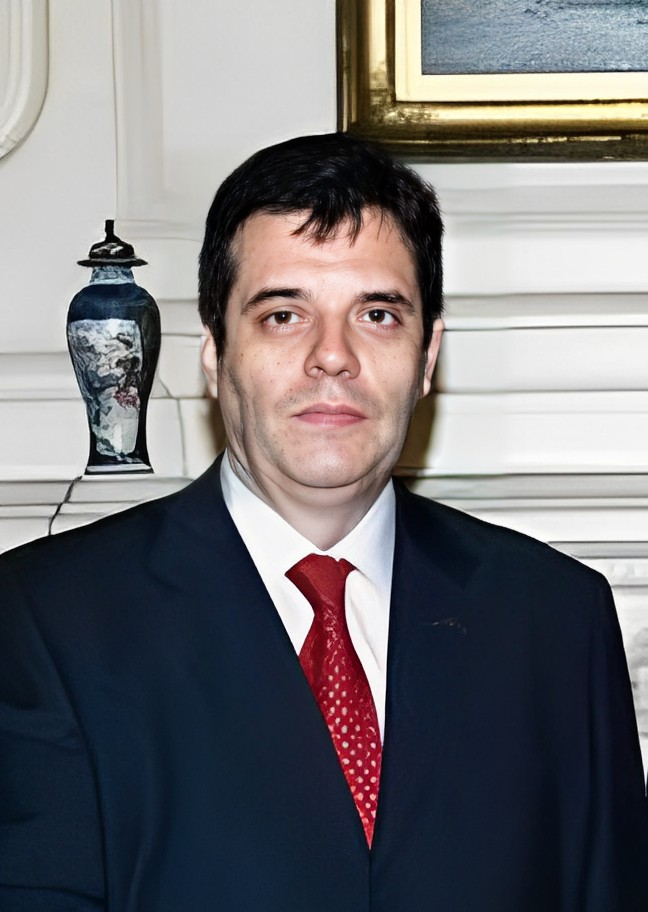
Ông Koštunica là một trong những lãnh đạo dám lên tiếng mạnh mẽ với Hoa Kỳ trong các vấn đề có liên quan đến nhân quyền ở Serbia và Kosovo.

Những hành động này thường bị coi là sự can thiệp "trắng trợn" và sự can thiệp của Chính phủ Hoa Kỳ đến nhân quyền của các nước đã ít nhiều vấp phải sự phản ứng nhất định. Một số quốc gia đã phản đối việc này và cho rằng đây thực chất là những thủ đoạn chiêu bài để tuyên truyền, xuyên tạc, bôi nhọ một số nước trên trường quốc tế, gây rối, chia rẽ, tạo ra tình trạng mất đoàn kết trong nhân dân sở tại và là một công cụ trong chính sách đối ngoại, thông qua đó lấy cớ để can thiệp vào công việc nội bộ của quốc gia. Một số nước đã chỉ trích Mỹ tự cho mình có quyền "can thiệp nhân đạo" và quảng bá quan niệm "quyền con người không có biên giới", "nhân quyền cao hơn chủ quyền" để phủ nhận quyền của các dân tộc, nhất là quyền tự quyết định vận mệnh hay tự lựa chọn con đường phát triển của các dân tộc đó.
Không hiếm những chỉ trích của các lãnh đạo trên thế giới về Hoa Kỳ khi nước này sử dụng chính sách nhân quyền để tác động, gây ảnh hưởng đến chính trị tại một số nơi trên thế giới. Việc Hoa Kỳ can thiệp vào Nam Tư (cũ) và sau này là Serbia và ủng hộ độc lập cho Kosovo (trong đó có nhân danh quyền con người) cũng đã gây ra phản ứng mạnh mẽ. Vojislav Koštunica, thủ tướng đương nhiệm của Sebia tại thời điểm đó là người đã có những phát biểu mạnh mẽ chỉ trích, lên án Mỹ. Ông cho rằng Mỹ đã can thiệp vào nội bộ của Serbia đặc biệt là trong vấn đề Kosovo và vụ việc của cựu tổng thống Slobodan Milosevic là thủ phạm gây ra cuộc khủng hoảng tại vùng Bancăng, đe dọa hòa bình và ổn định trong khu vực, thậm chí ông ta đã ủng hộ cho một số cuộc biểu tình chống Mỹ và là diễn giả chính trong một số cuộc biểu tình đó.
Đôi khi Hoa Kỳ cũng cảm nhận thấy các phản ứng đó và những công việc thực tế họ đang đeo đuổi, việc Mỹ sẵn sàng hành động đơn phương và luôn cho mình là đúng đôi khi gây nên oán giận, ngay cả ở những nước chia sẻ những giá trị trụ cột trong các chính sách của Mỹ và không khó để chỉ ra nơi mà những lý tưởng của Mỹ thất bại.

## Một số nỗ lực về nhân quyền

### Nỗ lực trong việc cải thiện nhân quyền tại Mỹ
Với tinh thần của Hiến pháp 1789, nước Mỹ đã có những nỗ lực to lớn trong chiều dài lịch sử đất nước để cải thiện tình hình nhân quyền trong nước, phát huy các quyền tự do, dân chủ của công dân Mỹ, đặc biệt là trong thế giới hiện đại ngày nay.
Việc xóa bỏ chế độ nô lệ tại Mỹ là một bước ngoặt trong lịch sử nhân quyền tại đây, sau chiến thắng của quân miền Bắc trước quân miền Nam trong nội chiến Mỹ, chính quyền miền Bắc đã ban hành tuyên ngôn giải phóng nô lệ. Với bản tuyên ngôn này cùng với những chính sách được thực thi hàng nghìn nô lệ miền Nam được trả tự do mỗi ngày cho đến khi gần như hoàn toàn vào tháng 7 năm 1865, ước tính có khoảng 4 triệu, theo điều tra dân số 1860. Thành công này gắn với tên tuổi của Abraham Lincoln người đã có những nỗ lực đấu tranh cho công cuộc giải phóng nô lệ.

### Nỗ lực quốc tế về nhân quyền
Dù còn quá nhiều vấn đề về nhân quyền nhưng Hoa Kỳ cũng có nhiều thành tích về những hành động quốc tế tích cực nhân danh nhân quyền.
Sau Chiến tranh thế giới thứ nhất, Tổng thống Mỹ Woodrow Wilson đấu tranh cho quyền tự quyết dân tộc và bảo vệ người thiểu số của cộng đồng quốc tế. Cũng tại đây, Nguyễn Ái Quốc đã gửi bản yêu sách của nhân dân An Nam cho Wilson nhưng không được phản hồi.
Sau Chiến tranh thế giới thứ hai, Mỹ đổ khá nhiều công sức, tiền của để duy trì và tái thiết nền dân chủ ở châu Âu (thông qua Kế hoạch phục hưng châu Âu năm 1948 - Hay còn gọi là Kế hoạch Marshall) và xây dựng nền dân chủ ở Nhật Bản (Mỹ đích thân soạn thảo Hiến pháp cho Nhật Bản). Mỹ đi tiên phong trong quá trình phi thực dân hóa, trao trả độc lập cho Philippines năm 1946.
Cùng với sự kết thúc của Chiến tranh Lạnh, Mỹ nổi lên là nước đi đầu trong các sáng kiến đa phương về nhân đạo và nhân quyền ở Somali, Sudan, Haiti, Nam Tư, Bosnia và nhiều quốc gia khác. Trong đó Mỹ cũng là trung gian hòa giải cho cuộc tranh chấp giữ người Palestine và Do Thái qua bản hiệp định hòa bình Oslo năm 1993.

## Các vấn đề về nhân quyền

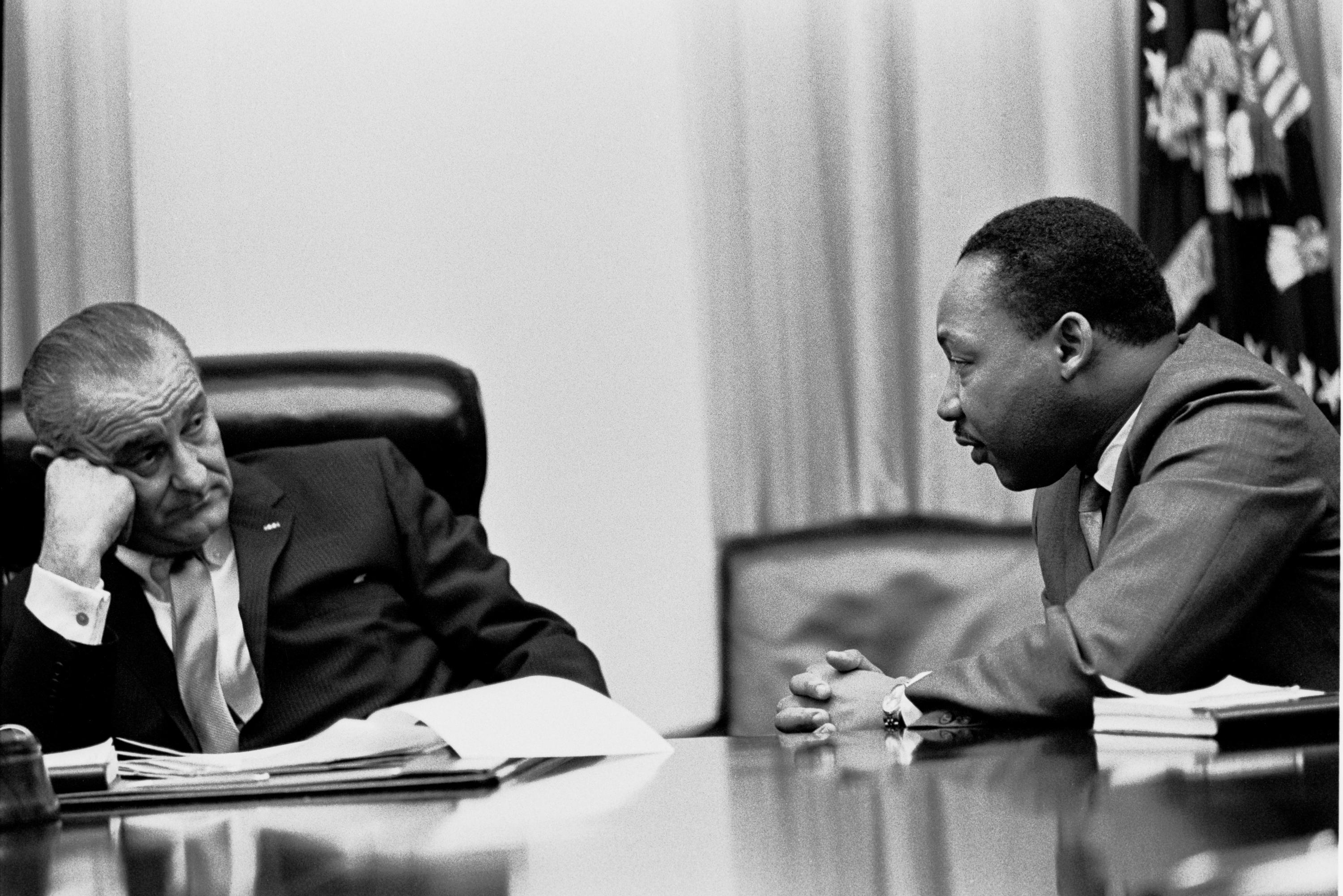
Martin Luther King từng chỉ trích chính nước Mỹ về tình hình nhân quyền, sau đó đã bị ám sát, đến nay vẫn chưa tìm ra được kẻ chủ mưu.

Mỹ vẫn còn những vấn đề không tốt đẹp về nhân quyền trong lịch sử và đương đại. Chế độ nô lệ được chấp nhận ở các bang miền Nam trong suốt 75 năm đầu tiên của nền Cộng hòa Mỹ. Tình trạng phân biệt chủng tộc tại các trường học, các khu công cộng và định kiến xã hội. Cần phải nói đến việc người Mỹ bản xứ (người da đỏ) bị buộc phải di chuyển về miền viễn Tây (người da đỏ bị mất nhà cửa, đất đai, tài sản, gia súc và bị tàn sát dã man). Tình trạng phân biệt giới tính cũng là một vấn đề nhức nhối, đến tận năm 1875 phụ nữ mới được pháp luật Hoa Kỳ (đạo luật Minor v Happersett, 88 U.S. 162) thừa nhận họ là những con người. Mãi đến nửa đầu thế kỷ 20, phụ nữ mới được quyền bầu cử, được tham gia bồi thẩm đoàn, và có quyền sở hữu tài sản trong vai trò người vợ. Vào thế kỷ 19 và thế kỷ 20, trong cùng một công việc thì phụ nữ được trả lương thấp hơn. Điều này dẫn đến việc thông qua "Đạo luật Trả lương công bằng năm 1963". Tại thời điểm đó, phụ nữ chỉ nhận được 58 cent so với 1 dollar của một người đàn ông.
Trong thời kỳ Chiến tranh Lạnh, Mỹ đã ủng hộ một số chế độ quân sự độc tài tàn bạo thông qua hỗ trợ tài chính và quân sự miễn là họ ủng hộ các lợi ích kinh tế và địa chính trị của Mỹ  (có thể kể đến là chế độ Việt Nam Cộng hòa của Ngô Đình Diệm, Nguyễn Văn Thiệu; chế độ độc tài Fulgencio Batista ở Cuba, chế độ độc tài của Pinoche ở Chile, các chế độ bù nhìn ở Panamá, Argentina, chế độ độc tài của Lý Thừa Vãn, Phác Chính Hy ở Nam Hàn, lực lượng Contras ở Nicaragua...)
Sau sự kiện 11 tháng 9, Mỹ bị chỉ trích về việc đối xử với những người bị tình nghi khủng bố và một số vụ lạm dụng tù nhân của quân đội Mỹ trong chiến tranh Iraq. Ranh giới các quyền trong các trường hợp xung đột liên quan đến khủng bố.
Ngoài ra thì một số nhóm bày tỏ quan ngại về hình phạt tử hình, sự hiện diện pháp lý đầy đủ trong các vụ án tử hình, cũng như số lượng nam giới là người thiểu số bị tù vì các tội hình sự. Ủy ban Nhân quyền của Liên hiện quốc cũng kiến nghị Mỹ cần chấm dứt hình phạt tử hình mà theo họ Mỹ đã sử dụng một cách không tương xứng với các nhóm thiểu số và thu nhập thấp.
Trong năm 2006, Ủy ban nhân quyền của Liên Hiệp quốc đã có bản phúc trình đề cập tới tình hình nhân quyền ở trong nước Mỹ và khuyến cáo Chính phủ Mỹ bảo đảm quyền lợi của người nghèo và người da đen trong hoạt động cứu trợ thiên tai (như cơn bão Katrina). Theo bản phúc trình thì Hoa Kỳ cần "tăng nỗ lực để bảo đảm quyền của người nghèo, đặc biệt người Mỹ gốc Phi, trong các kế hoạch tái thiết về các phương diện như nhà ở, giáo dục và y tế".

### Bị chỉ trích và phát hiện vi phạm nhân quyền

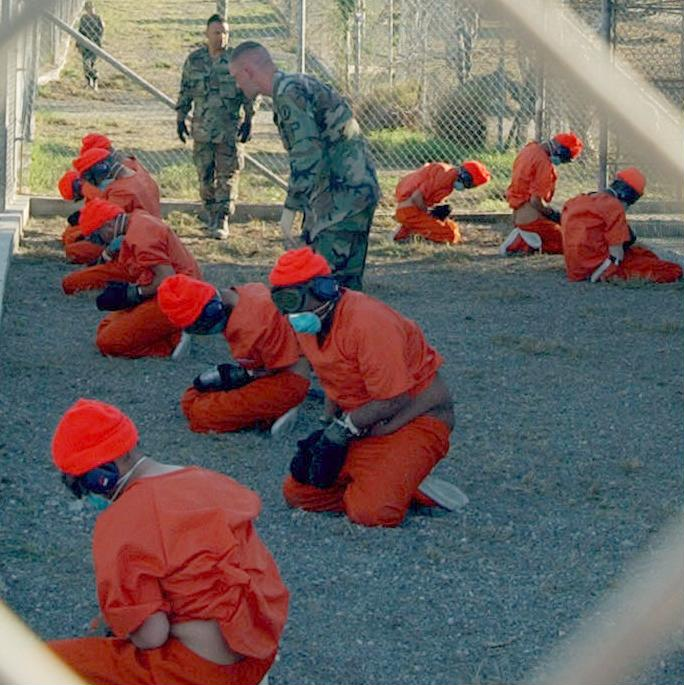
Tù binh bị Hoa Kỳ giam giữ tại Trại X-Ray, Guantánamo, tháng 1 năm 2002

Về tự do ngôn luận thì dù tu chính hiến pháp thứ nhất cố gắng đảm bảo việc đó nhưng Hoa Kỳ có một học thuyết là "Hiểm họa hiện hữu" được chấp nhận bởi Tòa án tối cao của Hoa Kỳ để xác định những giới hạn của tự do ngôn luận có thể được đặt trên cả tu chính hiến pháp thứ nhất. Còn điều 2385 vốn chỉ nó là có tội khi cố lật đổ chính phủ bằng bạo lực nhưng cho là rất mơ hồ, nó có thể cho phép tuyên có tội khi ai đó muốn lật đổ chính phủ cho dù không phải bằng bạo động và bị đánh giá là chính phủ luôn lặp lại quá khứ khi thấy cần dù không công nhận việc đó.

Thực tế cho thấy trong quan hệ quốc tế, Mỹ bị nhiều nước chỉ trích và cáo buộc vì có những bằng chứng cho rằng đã có sự vi phạm nhân quyền. Đặc biệt trong năm 2010, hàng loạt các thông tin liên quan đến việc vi phạm nhân quyền của Mỹ đã bị rò rỉ và đăng tải trên WikiLeaks. Một trong những bộ phận bị chỉ trích và cáo buộc về vi phạm nhân quyền là quân đội Hoa Kỳ (bao gồm cả những chính sách của lãnh đạo quân đội theo chỉ đạo của Chính phủ cũng như những vi phạm nhân quyền mang tính cá nhân của từng lính Mỹ). 
Một số nước đã công bố tình hình vi phạm nhân quyền tại Hoa Kỳ điển hình là Trung Quốc với các bản Báo cáo của Trung Quốc về nhân quyền tại Hoa Kỳ. Năm 2003, Văn phòng Thông tin Quốc vụ viện Trung Quốc công bố báo cáo lần thứ 5 về tình hình vi phạm nhân quyền ở Mỹ nhằm phản đối báo cáo nhân quyền do Mỹ đưa ra ngày 25 tháng 2 năm 2003 (theo nước này là để chống lại 190 nước trên thế giới).
Tiếp đến, Trung Quốc đã táo bạo công bố bản Báo cáo Nhân quyền ở Mỹ năm 2009, theo bản báo cáo này, một loạt vi phạm nhân quyền đang diễn ra hàng ngày tại nước Mỹ như: Theo dõi công dân, tội phạm và bạo lực lan tràn, lạm dụng quyền lực của các cảnh sát đặc biệt là trong nhà tù, nghèo đói dẫn đến số vụ tự tử tăng cao, Quyền của công nhân Mỹ không được bảo đảm, phụ nữ, trẻ em là nạn nhân thường xuyên của tình trạng bạo lực, chà đạp lên chủ quyền và nhân quyền của các nước khác và đi đến kết luận: "Trong thời điểm thế giới đang phải chịu một thảm hoạ nhân quyền nghiêm trọng do cuộc khủng hoảng tài chính toàn cầu xuất phát từ Mỹ gây ra, chính phủ Mỹ vẫn phớt lờ những vấn đề nhân quyền nghiêm trọng trong bản thân nước này và tiếp tục đi chỉ trích các nước khác. Đó thực sự là một điều đáng tiếc".
Không những vậy, các bản báo cáo về nhân quyền các nước của Mỹ thường bị nhiều nước bác bỏ, một số nước khác như Nga, Việt Nam cũng lên tiếng phản đối Mỹ về sự áp đặt nhân quyền thông qua đó can thiệp vào công việc nội bộ của các nước này. Đặc biệt Việt Nam là nước đã có những phản ứng về cách áp đặt nhân quyền của Mỹ vào nước này. và cho rằng Mỹ cần tiếp cận khách quan hơn về tình hình nhân quyền ở Việt Nam.

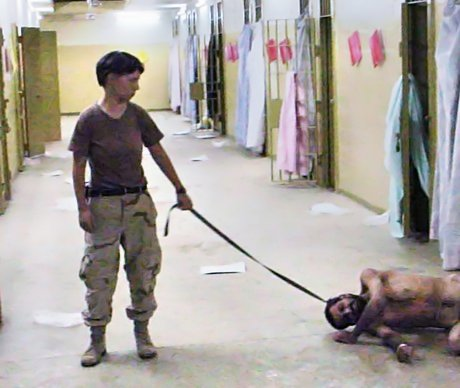
Tấm hình cho thấy binh sĩ Mỹ đang hành hạ tù nhân ở nhà tù Abu Ghraib.

Vụ việc vi phạm nhân quyền hay bị chỉ trích là vấn đề tù nhân. 
Vào năm 2004, tổ chức nhân quyền quốc tế Human Rights Watch ngày 7 tháng 3 năm 2004, đã công bố báo cáo chỉ trích Hoa Kỳ nặng nề trong việc vi phạm quyền của người Afghanistan, trong đó có việc người Mỹ ngược đãi tù nhân, sử dụng vũ lực quá độ trong việc bắt giữ một số người Afghanistan, là nguyên nhân gây ra những cái chết và thương tích trong thường dân. Báo cáo dài 59 trang này được thực hiện trên các nghiên cứu tại Afghanistan và Pakistan trong năm 2003, đầu năm 2004. Báo cáo còn cho biết những tù nhân được trả tự do cho biết họ bị đánh đập nhiều lần, dội nước lạnh, quỳ gối trong những tư thế gây đau đớn trong một thời gian dài.
Năm 2006, Ủy ban Nhân quyền Liên Hợp Quốc đã từng công bố bản báo cáo dày 54 trang lên án Mỹ đã vi phạm Công ước quốc tế về nhân quyền đối với các tù nhân bị giam giữ tại Guantanamo, bản báo cáo do 5 điều tra viên thực hiện sau 6 tháng tiếp nhận các cựu tù nhân ở Guantanamo và thu thập thông tin từ các luật sư và một số cơ quan của Mỹ (Mỹ không cho phép phỏng vấn riêng các nghi can đang bị giam giữ tại đây) theo đó, tù nhân tại đây bị đánh đập, bị tra tấn và ngược đãi, lính Mỹ đã bơm thức ăn qua đường mũi cho những tù nhân tuyệt thực, lột hết quần áo rồi đẩy họ vào những nơi thật lạnh hoặc xua chó dữ hăm doạ. Cũng theo bản báo cáo, hơn 500 tù nhân đã bị giam giữ không xét xử ở đây suốt 4 năm qua, kể từ sau vụ khủng bố 11/9/2001, mà không hề được đưa ra xét xử.
Trước đó, Chương trình Dateline của Đài SBS (Úc) công bố những hình ảnh mới về việc lính Mỹ tại nhà tù Abu Ghraib ngược đãi tù nhân Iraq vào ngày 15/2/2006, đài SBS đã công bố những hình ảnh về cảnh ngược đãi tù nhân tại một nhà tù tai tiếng khác của Mỹ - nhà tù Abu Ghraib. Trong một đoạn băng được phát sóng có cảnh các tù nhân Iraq bị làm nhục bằng cách phải phô những bộ phận kín ra trước máy quay, hay phải đập đầu vào tường. Những tấm ảnh được công bố còn cho thấy cả những xác chết; các tù nhân trần truồng trong những tư thế nhục hình, trong đó, có hai người bị xích cùng nhau. Ngoài ra là cảnh lính Mỹ tra tấn tù nhân Iraq.
Cũng trong năm 2006, Mỹ cũng từng bị Liên Hiệp quốc chỉ trích về nhân quyền, theo đó Ủy ban Nhân quyền thuộc Liên hiệp quốc yêu cầu Hoa Kỳ phải đóng cửa tất cả các nhà giam bí mật mà nước này sử dụng trong cuộc chiến chống khủng bố đồng thời kêu gọi Mỹ cho Hội Chữ Thập Đỏ Quốc tế được tiếp cận với những người bị giam tại các cơ sở này.
Bản thân Hoa Kỳ đôi lúc cũng thừa nhận mình vi phạm nhân quyền và đã có những xử lý nội bộ đối với những cá nhân vi phạm.
Hoa Kỳ cũng đã thực hiện hàng chục ngàn vụ theo dõi, nghe lén trái phép các công dân. Báo The Washington Post cho biết FBI đã dùng quy chế phòng chống khủng bố không có thật, hay yêu cầu các công ty điện thoại viễn liên cung cấp thông tin trái phép với trên 2000 cuộc điện đàm từ năm 2002 đến năm 2006, dưới thời tổng thống George W. Bush. Trong suốt 6 năm, chính quyền tổng thống George W. Bush đã bí mật ra lệnh cho các công ty viễn thông như AT&T hay Verizon Communications cài đặt các thiết bị giám sát, nghe lén điện thoại và các kết nối thông tin từ bên ngoài vào Mỹ mà không hề có sự cho phép của Tòa án Giám sát tình báo nước ngoài (FISC). Nhiều hành động tra khảo trong quân đội Hoa Kỳ và CIA được xem là tra tấn bởi dư luận trong và ngoài Hoa Kỳ.

### Tiếng Anh
- Human Rights in the US and the International Community Lưu trữ ngày 16 tháng 1 năm 2011 tại Wayback Machine, UNL Initiative on Human Rights & Human Diversity site—research and study source directed at secondary and post-secondary students
- Freedom in the World 2006: United States Lưu trữ ngày 1 tháng 2 năm 2011 tại Wayback Machine từ tổ chức Freedom House
- Human Rights từ United States Department of State
- United States: Human Rights World Report 2006 từ tổ chức Human Rights Watch

### Tiếng Việt
- Sưu tầm các đoạn phim cảnh sát Hoa Kỳ đánh đập dân, người dân dùng điện thoại di động quay lén Lưu trữ ngày 25 tháng 9 năm 2010 tại Wayback Machine
- Nhân quyền tại Hoa Kỳ qua các con số
- Luật sư Bùi Kim Thành nói về bức thơ của tổng thống Obama gởi cho bà và nhân quyền của người Việt ở Mỹ trên Phố-Bolsa-TV